# Ryszard Sobczak
Ryszard Sobczak, född den 2 november 1967 i Zgorzelec, Polen, är en polsk fäktare som bland annat tog OS-silver i herrarnas lagtävling i florett i samband med de olympiska fäktningstävlingarna 1996 i Atlanta.